# Förmliche Anerkennung
Die Förmliche Anerkennung dient der Würdigung eines Soldaten der Bundeswehr für vorbildliche Pflichterfüllung oder eine hervorragende Einzeltat (§ 11 Abs. 1 WDO). Sie sind im Ersten Teil der Wehrdisziplinarordnung (WDO) geregelt. Förmliche Anerkennungen fallen nicht unter den Begriff der Disziplinarmaßnahme, auch wenn sie umgangssprachlich gelegentlich als „positive Disziplinarmaßnahme“ bezeichnet werden.

## Arten
Förmliche Anerkennungen sind eine Anerkennung im Kompanie- oder Tagesbefehl oder eine Anerkennung im Ministerialblatt des Bundesministeriums der Verteidigung (§ 11 Abs. 3 WDO). Erstere können ein Kompaniechef oder ein anderer Disziplinarvorgesetzter mit der Disziplinarbefugnis eines Kompaniechefs oder einer höheren Disziplinarbefugnis erteilen, letztere der Bundesminister der Verteidigung (§ 12 Abs. 1 WDO).

## Sonderurlaub
Mit einer förmlichen Anerkennung kann Sonderurlaub bis zu 14 Arbeitstagen verbunden werden (§ 11 Abs. 3 WDO): der Kompaniechef oder ein Disziplinarvorgesetzter mit der Disziplinarbefugnis eines Kompaniechefs bis zu fünf Arbeitstagen, der Bataillonskommandeur oder ein Disziplinarvorgesetzter mit der Disziplinarbefugnis eines Bataillonskommandeurs bis zu sieben Arbeitstagen und der Regimentskommandeur oder ein Disziplinarvorgesetzter mit der Disziplinarbefugnis eines Regimentskommandeurs bis zu 14 Arbeitstagen (§ 12 Abs. 2 WDO). 

## Entscheidungsmaßstab
Bei der Entscheidung, ob eine förmliche Anerkennung erteilt werden soll, ist ein strenger Maßstab anzulegen (§ 13 Abs. 1 S. 1 WDO). Der Soldat soll seiner Persönlichkeit nach dieser förmlichen Anerkennung würdig sein (§ 13 Abs. 1 S. 2 WDO). Die förmliche Anerkennung soll auch seinen Kameraden gegenüber gerechtfertigt erscheinen (§ 13 Abs. 1 S. 3 WDO). Gute Leistungen können auch durch Auszeichnungen anderer Art gewürdigt werden (§ 11 Abs. 4 WDO).

## Disziplinarbuch
Förmliche Anerkennungen sind in das Disziplinarbuch einzutragen (§ 7 WDO). 

## Rücknahme
Eine förmliche Anerkennung ist zurückzunehmen, wenn sich nachträglich herausstellt, dass die Voraussetzungen, unter denen sie erteilt wurde, nicht vorlagen (§ 14 Abs. 1 S. 1 f. WDO). Wird die förmliche Anerkennung zurückgenommen, ist zugleich darüber zu entscheiden, ob ein in Anspruch genommener Sonderurlaub ganz oder teilweise auf den Erholungsurlaub anzurechnen ist (§ 14 Abs. 3 S. 1 WDO). 
Anders als bei Disziplinarmaßnahmen sind förmliche Anerkennungen nur zu tilgen, wenn ihre Rücknahme unanfechtbar geworden ist (§ 8 Abs. 1 WDO). Dann dürfen sie nicht mehr berücksichtigt werden und sind aus dem Disziplinarbuch und den Personalakten zu entfernen (§ 8 Abs. 7 WDO). 

## Auskunftserteilung
Auskünfte über förmliche Anerkennungen werden ohne Zustimmung des Soldaten oder des früheren Soldaten nur erteilt an Dienststellen im Geschäftsbereich des Bundesministeriums der Verteidigung, an Gerichte und Staatsanwaltschaften, soweit dies zur Erfüllung der in der Zuständigkeit des Empfängers liegenden Aufgaben erforderlich ist, sowie an Verletzte zur Wahrnehmung ihrer Rechte (§ 9 Abs. 1 WDO). Auskünfte über förmliche Anerkennungen, die getilgt oder tilgungsreif sind, werden nur mit Zustimmung des Soldaten oder des früheren Soldaten erteilt (§ 9 Abs. 3 WDO).